# عبد العاطي إيكدير
عبد العاطي إيكيدير عداء مغربي ابن المدينة المغربية ورزازات ، متخصص في مسافة 1500 متر، ولد في 25 مارس 1987 بمدينة الراشدية جنوب المغرب. في 13 مارس 2010 حقق الميدالية الفضية لسباق 1500م في لبطولة الدوحة. وقطع إيكدر مسافة السباق في زمن قدره 3 د و41 ث و 96/ 100. وفي 10 مارس 2012 أحرز الميدالية الذهبية لسباق 1500م ٬ ضمن النسخة 14 لبطولة إسطمبول.
حصل على برونزية ال1500م في اولمبياد لندن 2012
كماحقق المدلية البرنزية ببطولة العالم لالعاب القوى.

## روابط خارجية
- عبد العاطي إيكدير على موقع الاتحاد الدولي لألعاب القوى (الإنجليزية)
- عبد العاطي إيكدير على موقع الدوري الماسي (الإنجليزية)
- عبد العاطي إيكدير على موقع اللجنة الأولمبية الدولية (الإنجليزية)
- عبد العاطي إيكدير على موقع أوليمبيديا (الإنجليزية)